# Мілко Тарабанов
Мілко Янев Тарабанов (болг. Милко Тарабанов; 29 січня 1905, Харманли — 24 серпня 1979, Софія) — болгарський дипломат. Постійний представник Болгарії при Організації Об'єднаних Націй (1963—1971).

## Життєпис
Народився 29 січня 1905 року в місті Харманли. Він був членом Болгарської комуністичної партії з 1920 року, а з 1924 року — Болгарської комуністичної партії. У 1924—1926 рр. був інтернований за антидержавну діяльність. У 1926 р. емігрував до Франції, де став членом Комуністичної партії Франції. У 1935 повернувся до Болгарії і став секретарем ЦК Допоміжної організації Болгарської комуністичної партії (вузьких соціалістів).
У 1937—1943 рр. — перебував у в'язниці за антидержавну діяльність. Закінчив з відзнакою Університет Нансі та спеціалізується на електротехніці.
У 1946—1958 рр. — перший заступник міністра електрифікації Болгарії.
У 1958—1963 рр. — посол Болгарії в ранзі повноважного міністра в Італії.
З 10 травня 1963 по 4 січня 1971 р. — Постійний представник Болгарії при Організації Об'єднаних Націй.
У 1971—1979 рр. — Депутат 5-7-ї Національних зборів і віце-голова 6-го і 7-го Національних зборів Болгарії. З 1971 року був членом ЦК Болгарської комуністичної партії.
Помер 24 серпня 1979 року в Софії.

## Нагороди та відзнаки
- Герой Соціалістичної Праці.